# ホルヘ・カントゥ
ホルヘ・ルイス・カントゥ（Jorge Luis Cantú, 1982年1月30日 - ）は、アメリカ合衆国テキサス州マッカレン出身の元プロ野球選手（内野手）。右投右打。

## 経歴

### プロ入り前
メキシコで一番人気のスポーツであるサッカーには興味がなく「見るのも、やるのも退屈なんだ」と語り、カル・リプケン・ジュニアに憧れ野球にのめり込む。高校時代の途中までアメリカ合衆国テキサス州ミッションで過ごしたが家族でメキシコタマウリパス州レイノサに移住した。

### デビルレイズ時代
高校生のときにメキシコシティで開催された大会に出場し、そこでの活躍に目をつけたタンパベイ・デビルレイズと1998年7月2日に16歳で契約する。
マイナーリーグ時代は主に遊撃手として出場していた。カントゥに対する評価は「打撃力がない」「パワーがない」というのが多く、2002年には引退も考えたが、父から自身の苦労話を聞かされて翻意する。2003年にはシーズン途中でAAA級ダーラム・ブルズに昇格、60試合に出場し、打率.295、30打点という成績を残した。シーズン終了後にはアテネオリンピックアメリカ大陸予選の野球メキシコ代表に選出された。メキシコがアメリカ合衆国に勝利したことで、前回大会金メダルのアメリカ合衆国が予選敗退という波乱が起こったが、メキシコも予選通過できずオリンピック出場権を逃した。
2004年にAAA級ダーラムで95試合に出場したカントゥは、打率.302、22本塁打、80打点を記録。シーズン途中にメジャー昇格を果たし、7月17日の対ボルチモア・オリオールズ戦でメジャーデビュー。その後、二塁手・三塁手としてシーズン終了まで50試合に出場する。2005年1月にデビルレイズはベテラン二塁手のロベルト・アロマーと契約したが、3月にアロマーが引退したため、カントゥが二塁のレギュラーポジションをつかむ。この年150試合に出場したカントゥは、打率.286、28本塁打、117打点（リーグ7位・当時の球団記録）、40二塁打（同8位）の好成績を残した。
2006年はシーズン開幕前の3月に開催された第1回ワールド・ベースボール・クラシック(WBC)のメキシコ代表に選出された。2次リーグPOOL 1 最終戦のアメリカ合衆国戦では、2番・二塁として先発出場し、2打点を挙げ、2－1でメキシコがアメリカ合衆国に勝利。この結果、日本が準決勝に進出し、その後優勝した。日本は一時は準決勝進出が絶望視されていたため、カントゥの活躍は日本のWBC優勝を手助けした形となった。MLBレギュラーシーズンでは、開幕4試合目に足に自打球を当て、その後も無理に試合に出続けた結果として状態が悪化し、約5週間の故障者リスト入りを余儀なくされた。復帰後も不振に陥り、本塁打・打点ともに前年のほぼ半分に落ち込んだ。
2007年には、東京ヤクルトスワローズから岩村明憲が加入。カントゥは岩村とWBCで知り合い、チームメイトになってからはとても仲良くしていた。しかし、岩村の加入によりデビルレイズの内野陣が飽和状態となり、レギュラーポジションをなくしたカントゥを、チーム首脳陣はマイナーに降格させた。これにカントゥは激怒。「俺はマイナーリーガーじゃない」と、一時はマイナーでの試合出場ボイコットを示唆し他球団へのトレードを要求した。その後これを撤回してAAA級ダーラムで試合に出場し、4月下旬には右脇腹を痛めて故障者リスト入りした岩村に代わってメジャー昇格も果たしたが、25試合で打率.207と低迷した。

### レッズ時代
2007年7月28日にブライアン・シャックルフォードとのトレードでシンシナティ・レッズへ移籍（両チームともマイナーリーガー1名ずつがついた2対2の交換トレード）。27試合に出場し1本塁打9打点、打率.298だった。オフの12月5日に放出された。

### マーリンズ時代
2007年12月18日にフロリダ・マーリンズとマイナー契約を結んだ。
2008年は開幕ロースター入りを果たす。正三塁手として155試合に出場し、自己最高の29本塁打を記録。また、一塁手のマイク・ジェイコブス、二塁手のダン・アグラ、遊撃手のハンリー・ラミレスと共に、同一チームの内野手4人がそれぞれシーズン25本塁打以上というMLB史上初の記録を達成した。
2009年はシーズン開幕前の3月に開催された第2回WBCのメキシコ代表に選出され、2大会連続２度目の選出を果たした。
シーズンではマイク・ジェイコブスの後釜のギャビー・サンチェスが開幕をマイナーで迎えたため、主に一塁手として試合に出場。4月は打率.365、7本塁打、22打点という成績を残したが、その後はホームラン数が伸び悩み、最終的には16本塁打に終わった。しかし、自身2度目となる100打点を達成した。
2010年は、開幕から10試合連続で安打と打点を記録し、打点が公式記録となった1920年以降のMLB記録だったジョージ・ケリーの8試合連続の記録を89年ぶりに更新。また、打点は昨シーズンから14試合連続で記録し、2000年にマイク・ピアッツァが15試合連続打点を記録して以降では最長となった。

### レンジャーズ時代
2010年7月30日にマイナーリーガーの2名と交換でテキサス・レンジャーズへ移籍。チームが地区優勝を決めた9月25日の対オークランド・アスレチックス戦では勝ち越しの適時打と決勝点となる本塁打を放ったが、レンジャーズ移籍後の打点はこの日の2打点のみだった。オフの11月7日にFAとなった。

### パドレス時代
2011年1月26日にサンディエゴ・パドレスと85万ドルの1年契約で合意。しかし、57試合の出場で打率.194、3本塁打、OPS.517と低迷し、6月16日にDFAとなり、21日にFAとなった。

### パドレス退団後
2011年7月30日にコロラド・ロッキーズとマイナー契約を結んだ。AAA級コロラドスプリングス・スカイソックスで30試合に出場し、打率.280、5本塁打、18打点だった。11月2日にFAとなった。
2012年1月10日にロサンゼルス・エンゼルス・オブ・アナハイムとマイナー契約を結んだ。AAA級ソルトレイク・ビーズで21試合に出場し、打率.291、4本塁打22打点だったが、4月30日にFAとなった。
2013年はシーズン開幕前の3月に開催された第3回WBCのメキシコ代表に選出され、3大会連続3度目の選出を果たした。シーズンでは、メキシカンリーグのキンタナロー・タイガースでプレーした。83試合に出場し、打率.270、31本塁打、71打点、2盗塁だった。

### 斗山時代
2013年12月9日に、韓国プロ野球（KBO）の斗山ベアーズと契約を結んだ。
2014年は一塁手として起用され、打率3割、72打点と活躍したが、新入団選手のデービンソン・ロメロと入れ替わりで11月25日に斗山を退団した。

### 斗山退団後
2015年4月2日にメキシカンリーグのキンタナロー・タイガースと契約。
2016年もキンタナロー・タイガースに所属していたが、6月20日にトレードでティフアナ・ブルズに移籍。
2019年3月21日にメキシコシティ・レッドデビルズと契約を結んだ。
2020年はCOVID-19の影響でシーズン中止となったため、公式戦での出場は無かった。
2021年は2シーズンぶりにプレー。

## 詳細情報

### 年度別打撃成績
| 年 度    | 球 団    | 試 合 | 打 席 | 打 数 | 得 点 | 安 打 | 二 塁 打 | 三 塁 打 | 本 塁 打 | 塁 打 | 打 点 | 盗 塁 | 盗 塁 死 | 犠 打 | 犠 飛 | 四 球 | 敬 遠 | 死 球 | 三 振 | 併 殺 打 | 打 率 | 出 塁 率 | 長 打 率 | O P S |
| -------- | -------- | ----- | ----- | ----- | ----- | ----- | -------- | -------- | -------- | ----- | ----- | ----- | -------- | ----- | ----- | ----- | ----- | ----- | ----- | -------- | ----- | -------- | -------- | ----- |
| 2004     | TB       | 50    | 185   | 173   | 25    | 52    | 20       | 1        | 2        | 80    | 17    | 0     | 0        | 0     | 1     | 9     | 0     | 2     | 44    | 5        | .301  | .341     | .462     | .803  |
| 2005     | TB       | 150   | 630   | 598   | 73    | 171   | 40       | 1        | 28       | 297   | 117   | 1     | 0        | 0     | 7     | 19    | 1     | 6     | 83    | 24       | .286  | .311     | .497     | .808  |
| 2006     | TB       | 107   | 448   | 413   | 40    | 103   | 18       | 2        | 14       | 167   | 62    | 1     | 1        | 0     | 6     | 26    | 2     | 3     | 91    | 16       | .249  | .295     | .404     | .699  |
| 2007     | TB       | 25    | 65    | 58    | 4     | 12    | 1        | 0        | 0        | 13    | 4     | 0     | 0        | 0     | 1     | 5     | 0     | 1     | 16    | 3        | .207  | .277     | .224     | .501  |
| 2007     | CIN      | 27    | 68    | 57    | 8     | 17    | 8        | 0        | 1        | 28    | 9     | 0     | 0        | 0     | 2     | 7     | 0     | 2     | 10    | 3        | .298  | .382     | .491     | .873  |
| '07計    | CIN      | 52    | 133   | 115   | 12    | 29    | 9        | 0        | 1        | 41    | 13    | 0     | 0        | 0     | 3     | 12    | 0     | 3     | 26    | 6        | .252  | .331     | .357     | .688  |
| 2008     | FLA      | 155   | 685   | 628   | 92    | 174   | 41       | 0        | 29       | 302   | 95    | 6     | 2        | 0     | 7     | 40    | 6     | 10    | 111   | 15       | .277  | .327     | .481     | .808  |
| 2009     | FLA      | 149   | 643   | 585   | 67    | 169   | 42       | 0        | 16       | 259   | 100   | 3     | 1        | 0     | 5     | 47    | 4     | 6     | 81    | 15       | .289  | .345     | .443     | .788  |
| 2010     | FLA      | 97    | 410   | 374   | 41    | 98    | 25       | 0        | 10       | 153   | 54    | 0     | 0        | 0     | 7     | 23    | 1     | 6     | 76    | 11       | .262  | .310     | .409     | .719  |
| 2010     | TEX      | 30    | 105   | 98    | 9     | 23    | 4        | 1        | 1        | 32    | 2     | 0     | 0        | 1     | 0     | 6     | 0     | 0     | 19    | 4        | .235  | .279     | .327     | .605  |
| '10計    | TEX      | 127   | 515   | 472   | 50    | 121   | 29       | 1        | 11       | 185   | 56    | 0     | 0        | 1     | 7     | 29    | 1     | 6     | 95    | 15       | .256  | .304     | .392     | .695  |
| 2011     | SD       | 57    | 155   | 144   | 8     | 28    | 4        | 0        | 3        | 41    | 16    | 0     | 0        | 0     | 3     | 7     | 1     | 1     | 28    | 6        | .194  | .232     | .285     | .517  |
| 2014     | 斗山     | 111   | 419   | 376   | 56    | 116   | 25       | 1        | 18       | 197   | 72    | 1     | 0        | 0     | 2     | 34    | 0     | 7     | 85    | 11       | .309  | .375     | .524     | .899  |
| MLB：8年 | MLB：8年 | 847   | 3395  | 3128  | 367   | 847   | 203      | 5        | 104      | 1372  | 476   | 11    | 4        | 1     | 39    | 189   | 15    | 37    | 559   | 102      | .271  | .316     | .439     | .755  |
| KBO：1年 | KBO：1年 | 111   | 419   | 376   | 56    | 116   | 25       | 1        | 18       | 197   | 72    | 1     | 0        | 0     | 2     | 34    | 0     | 7     | 85    | 11       | .309  | .375     | .524     | .899  |

- 2018年度シーズン終了時

### 年度別守備成績
| 年 度 | 球 団 | 一塁（1B） | 一塁（1B） | 一塁（1B） | 一塁（1B） | 一塁（1B） | 一塁（1B） | 二塁（2B） | 二塁（2B） | 二塁（2B） | 二塁（2B） | 二塁（2B） | 二塁（2B） | 三塁（3B） | 三塁（3B） | 三塁（3B） | 三塁（3B） | 三塁（3B） | 三塁（3B） | 遊撃（SS） | 遊撃（SS） | 遊撃（SS） | 遊撃（SS） | 遊撃（SS） | 遊撃（SS） |
| 年 度 | 球 団 | 試 合      | 刺 殺      | 補 殺      | 失 策      | 併 殺      | 守 備 率   | 試 合      | 刺 殺      | 補 殺      | 失 策      | 併 殺      | 守 備 率   | 試 合      | 刺 殺      | 補 殺      | 失 策      | 併 殺      | 守 備 率   | 試 合      | 刺 殺      | 補 殺      | 失 策      | 併 殺      | 守 備 率   |
| ----- | ----- | ---------- | ---------- | ---------- | ---------- | ---------- | ---------- | ---------- | ---------- | ---------- | ---------- | ---------- | ---------- | ---------- | ---------- | ---------- | ---------- | ---------- | ---------- | ---------- | ---------- | ---------- | ---------- | ---------- | ---------- |
| 2004  | TB    | -          | -          | -          | -          | -          | -          | 33         | 48         | 85         | 5          | 19         | .964       | 11         | 9          | 26         | 3          | 1          | .921       | 1          | 2          | 2          | 0          | 0          | 1.000      |
| 2005  | TB    | -          | -          | -          | -          | -          | -          | 80         | 119        | 181        | 9          | 40         | .971       | 62         | 31         | 93         | 12         | 7          | .912       | -          | -          | -          | -          | -          | -          |
| 2006  | TB    | -          | -          | -          | -          | -          | -          | 103        | 209        | 252        | 13         | 65         | .973       | -          | -          | -          | -          | -          | -          | -          | -          | -          | -          | -          | -          |
| 2007  | TB    | 7          | 49         | 3          | 0          | 5          | 1.000      | 1          | 2          | 2          | 0          | 2          | 1.000      | -          | -          | -          | -          | -          | -          | -          | -          | -          | -          | -          | -          |
| 2007  | CIN   | 14         | 86         | 4          | 0          | 7          | 1.000      | 1          | 1          | 3          | 0          | 0          | 1.000      | 1          | 0          | 0          | 0          | 0          | ----       | -          | -          | -          | -          | -          | -          |
| '07計 | CIN   | 21         | 135        | 7          | 0          | 12         | 1.000      | 2          | 3          | 5          | 0          | 2          | 1.000      | 1          | 0          | 0          | 0          | 0          | ----       | -          | -          | -          | -          | -          | -          |
| 2008  | FLA   | 66         | 260        | 14         | 2          | 23         | .993       | -          | -          | -          | -          | -          | -          | 129        | 83         | 214        | 20         | 21         | .937       | -          | -          | -          | -          | -          | -          |
| 2009  | FLA   | 111        | 829        | 38         | 6          | 72         | .993       | -          | -          | -          | -          | -          | -          | 45         | 26         | 45         | 7          | 9          | .910       | -          | -          | -          | -          | -          | -          |
| 2010  | FLA   | 40         | 109        | 10         | 0          | 15         | 1.000      | -          | -          | -          | -          | -          | -          | 81         | 42         | 118        | 16         | 11         | .909       | -          | -          | -          | -          | -          | -          |
| 2010  | TEX   | 23         | 158        | 11         | 0          | 20         | 1.000      | 1          | 0          | 0          | 0          | 0          | ----       | 8          | 2          | 6          | 0          | 0          | 1.000      | -          | -          | -          | -          | -          | -          |
| '10計 | TEX   | 63         | 267        | 21         | 0          | 35         | 1.000      | 1          | 0          | 0          | 0          | 0          | ----       | 89         | 44         | 124        | 16         | 11         | .913       | -          | -          | -          | -          | -          | -          |
| 2011  | SD    | 26         | 198        | 8          | 2          | 10         | .990       | 1          | 0          | 0          | 0          | 0          | ----       | 10         | 5          | 14         | 1          | 1          | .950       | -          | -          | -          | -          | -          | -          |
| MLB   | MLB   | 287        | 1689       | 88         | 10         | 152        | .994       | 220        | 379        | 523        | 27         | 126        | .971       | 347        | 198        | 516        | 59         | 50         | .924       | 1          | 2          | 2          | 0          | 0          | 1.000      |

- 2018年度シーズン終了時

### 背番号
- 59 （2004年）
- 3 （2005年 - 2007年途中、2008年 - 2010年途中、2011年、2014年）
- 15 （2007年途中 - 同年終了）
- 8 （2010年途中 - 同年終了、2019年 - ）

### 代表歴
- 2004年アテネオリンピックアメリカ大陸予選野球メキシコ代表
- 2006 ワールド・ベースボール・クラシック・メキシコ代表
- 2009 ワールド・ベースボール・クラシック・メキシコ代表
- 2013 ワールド・ベースボール・クラシック・メキシコ代表